# CR Glastransportwagen 82
Für den Transport von Flachglas baute die britische Caledonian Railway (CR)  in den bahneigenen Werkstätten 1908 zwei Tiefladewagen mit Drehgestellen nach Musterblatt 82. Sie ersetzten zwei zehn Jahre zuvor gebaute kleinere zweiachsige Glass Trucks (deutsch: Glastransportwagen) nach Musterblatt 38, die mit nur 15 t beladen werden konnten.
Die Wagen hatten, wie viele seit 1900 gebaute Drehgestellwagen der CR, amerikanische Diamond-Drehgestelle. Auf den Wagen befanden sich drei Böcke, die je nach Ladeanforderung verschoben oder gedreht werden konnten. Bei Bedarf konnten sie auch komplett entfernt werden. Neben Glasscheiben wurden auch große Stahlplatten und andere Lasten befördert.